# Prowincja Livorno
Prowincja Livorno (wł. Provincia di Livorno) – prowincja we Włoszech.
Nadrzędną jednostką podziału administracyjnego jest region (tu: Toskania), a podrzędną jest gmina.
Liczba gmin w prowincji: 20.
Część prowincji położona jest na wyspie Elbie.